# Гордеев, Анатолий Николаевич (генерал-майор)
Анатолий Николаевич Гордеев — советский военный и государственный деятель, генерал-майор авиации.

## Биография
Родился в 1922 году в деревне Городище. Член КПСС.
Окончил Борисоглебскую военную школу лётчиков.
Участник Великой Отечественной войны: летчик-истребитель 291-го иап 220-й иад 16-й ВА, 581-го иап 3-й уаг ВВС Юго-Западного фронта, 739-го иап, 165-го иап 286-й иад 16-й ВА.
В 1952—1955 — слушатель Ленинградской Краснознаменной Военно-воздушной инженерной академии им. А. Ф. Можайского.
В 1955—1964 — на руководящих должностях в военно-учебных заведениях 76-й и 17-й воздушных армий.
В 1964—1986 — начальник Васильковского военного авиационно-технического училища имени 50-летия Ленинского комсомола.
Делегат XXIV съезда КПСС.
Умер в 2016 году в Киеве.

## Награды
- Орден Красного Знамени (трижды)
- Орден Александра Невского
- Орден Отечественной войны I степени (дважды)
- Орден Трудового Красного Знамени
- Орден Красной Звезды (дважды)
- Орден За службу Родине в Вооружённых Силах СССР III степени